# Торп, Эдвард
Эдвард Торп (англ. Edward Oakley Thorp; 14 августа 1932 года, Чикаго, США) — американский профессор математики, менеджер хедж-фонда, игрок и теоретик блек-джек, один из основателей алгоритмической торговли, известен как «отец носимого компьютера».
Получил степень доктора философии в Калифорнийском университета в Лос-Анджелесе в 1958 году и работал профессором математики последовательно с 1959 по 1961 годы в Массачусетском технологическом институте, в 1961—1965 годах в Государственном университет Нью-Мексико, а затем с 1965 по 1982 годы в Калифорнийском университет в Ирвайне (с 1977 по 1982 годы профессор математики и финансов).
Эдвард Торп был пионером в современных приложениях теории вероятностей, в том числе использовании очень маленьких корреляций для уверенной финансовой выгоды.
Торп — автор бестселлера «Обыграй дилера» (англ. Beat the Dealer; 1962 год), в котором математически доказал, что при игре в блек-джек можно получить преимущество путём подсчёта карт. Он также разработал и применял эффективные методы для хедж-фондов на финансовых рынках. В сотрудничестве с Клодом Шенноном создал первый носимый компьютер.
Заработал 2,5 млн долл. безрисковой прибыли на (номинальной) блоковой торговле на нью-йоркской фондовой бирже за счёт разницы между ценами на «старые» акции AT&T и новые акции «на момент выпуска» после распада Bell System.